# Giorgione - Orto e Cucina
Giorgione: orto e cucina è un programma televisivo italiano in onda su Gambero Rosso Channel, condotto da Giorgio Barchiesi, in arte Giorgione.
Il programma è uno show culinario in cui Giorgione, conduttore e chef del programma, viaggia per città e paesi d'Italia per scoprire vecchie e nuove tradizioni della cucina. 
Dopo aver visitato il luogo a cui è dedicata la puntata, Giorgione cucinerà un piatto attraverso i prodotti tipici dello stesso luogo.

## Stagioni
- Stagione 1: Umbria
- Stagione 2: Umbria
- Stagione 3: Umbria
- Stagione 4: Umbria
- Stagione 5: Umbria
- Stagione 6: Umbria
- Stagione 7: Umbria
- Stagione 8: Puglia
- Stagione 9: Umbria
- Stagione 10: Umbria
- Stagione 11: Roma
- Stagione 12: Umbria
- Stagione 13: Emilia
- Stagione 14: Liguria
- Stagione 15: Calabria
- Stagione 16: Molise
- Stagione 17: Sicilia
- Stagione 18: Pork Edition
- Stagione 19: Sicilia il ritorno
- Stagione 20: Sardegna
- Stagione 21: Albenga
- Stagione 22: Umbria
- Stagione 23: Acqualagna
- Stagione 24: Lago di Bracciano
- Stagione 25: Firenze
- Stagione 26: Animali da cortile
- Stagione 27: Duino Aurisina
- Stagione 28: L’Aquila
- Stagione 29: Cuneo
- Stagione 30: Castelfranco Veneto
- Stagione 31: Chianina Edition
- Stagione 32: Cascia e Norcia
- Stagione 33: Salento
- Stagione 34: Erbe spontanee
- Stagione 35: Abruzzo il ritorno
- Stagione 36: Sardegna il ritorno
- Stagione 37: Pesaro - Urbino
- Stagione 38: Spilimbergo
- Stagione 39: Val Trebbia
- Stagione 40: Gubbio
- Stagione 41: Ricette dal mio libro
- Stagione 42: Viaggio sul Po
- Stagione 43: Oltrepo pavese
- Stagione 44: Val Tidone
- Stagione 45: Matera
- Stagione 46: Amatrice
- Stagione 47: Casa casetta
- Stagione 48: Viaggio lungo il Po Ferrara
- Stagione 49: Terricciola
- Stagione 50: Selvaggina
- Stagione 51: Todi e dintorni
- Stagione 52: Casa casetta
- Stagione 53: Cilento
- Stagione 54: Per pollai

## Giorgione: porto e cucina
In questo spin-off di Orto e cucina, Giorgione rivisita i luoghi dove è cresciuto, ritrovando tanti amici e prodotti di un tempo per cucinare deliziose ricette in cui il pesce è l’ingrediente principale.
- Stagione 1: Trani
- Stagione 2: Anzio - Nettuno

## Giorgione: monti e cucina
In questo spin-off di Orto e cucina, Giorgione si avventura sul Monte Baldo, luogo meraviglioso definito il Giardino d'Europa, e torna in Val Pusteria, dove ha passato la sua infanzia.
- Stagione 1: Monte Baldo
- Stagione 2: Val Pusteria
- Stagione 3: Monte Baldo
- Stagione 4: Monte Baldo Winter
- Stagione 5: Monte Baldo e dintorni
- Stagione 6: Monte Baldo - Torbole